# Anna N. Żytkow
Anna Nikola Żytkow (prononcer en polonais [ˈanːa ˈʐɨtkɔf]), née le 21 février 1947, est une astrophysicienne polonaise travaillant à l'Institut d'astronomie de l'Université de Cambridge,.

## Objets de Thorne-Żytkow
En collaboration avec Kip Thorne, Żytkow a développé en 1976 un modèle théorique décrivant la structure d'un nouveau type "d'étoile dans une étoile" nommées depuis objets de Thorne-Żytkow (OTŻ). Les étoiles de ce type sont constituées soit d'une étoile à neutrons, soit d'un trou noir, au centre d'une enveloppe stellaire. La création d'un tel objet se produit rarement et seulement deux processus peuvent expliquer la structure et l'évolution d'un OTŻ.
- La première façon de générer un tel OTŻ serait la collision entre une étoile à neutrons et une étoile normale, naine ou géante, générant la fusion des deux corps en un seul objet. Cet événement est rare car les étoiles ne se heurtent généralement pas les unes contre les autres, et ne pourrait se produire que dans un amas dense d'étoiles[4].

- Le second mode de création possible d'un OTŻ (d'une plus grande masse que dans le premier mécanisme)  peut se produire dans un système double quand une étoile supergéante rouge en se dilatant engloutit une étoile à neutrons voisine[4].

Après un effort de plus de 40 ans, une équipe dirigée par Emily Levesque (Université du Colorado à Boulder) pourrait réussir à trouver un de ces objets particuliers. C'est au sein de cette équipe qu'Anna Żytkow a trouvé le premier candidat potentiel d'un OTŻ en utilisant le télescope Magellan-Clay de 6,5 mètres de l'Observatoire de Las Campanas en 2014.

## Découvertes dans la ceinture de Kuiper
En décembre 1995, Michael J. Irwin, Scott Tremaine, et Anna N. Żytkow ont travaillé ensemble à l'étude et au relevé de deux objets au déplacement lent, membres probables de la ceinture de Kuiper. Żytkow et l'équipe ont suivi les études de Kenneth Edgeworth (1949) et de Gerard Kuiper (1951), prévoyant que le disque protoplanétaire va au-delà de Neptune et que le matériel du disque, au-delà de Neptune, ne s'est pas agrégé en planètes.
Ce groupe de planétésimaux est maintenant connu sous le nom de ceinture de Kuiper. Żytkow et le reste des membres de l'équipe ont passé la plupart de leur temps à ajuster et à mettre au point la caméra et les instruments du télescope Isaac Newton (INT). L'équipe a utilisé la méthode de Monte Carlo, qui a fourni de multiples simulations en deux étapes distinctes.
- La première étape est le taux de détection pour les images provenant de l'INT en fonction de l'amplitude, qui a été étudié en utilisant des images artificielles s'ajoutant aux images originales[6].
- La deuxième étape a consisté à examiner le taux de détection pour une série d'images artificielles provenant de l'INT qui suivaient les mouvements lents sur les trajectoires typiques des objets éloignés du Système solaire[6].

Le résultat de cette étude fut la détection de deux nouveaux objets de la ceinture de Kuiper ((15810) Arawn et (16684) 1994 JQ1) dans la zone de 0,7 degré carré étudiée, proche de l'écliptique, à une magnitude limite mR = 23,5.
| Planètes mineures découvertes : 7 (Avec Michael J. Irwin) | Planètes mineures découvertes : 7 (Avec Michael J. Irwin) |
| --------------------------------------------------------- | --------------------------------------------------------- |
| (8012) 1990 HO3                                           | 29 avril 1990                                             |
| (8361) 1990 JN1                                           | 1er mai 1990                                              |
| (15810) Arawn                                             | 12 mai 1994                                               |
| (16684) 1994 JQ1                                          | 11 mai 1994                                               |
| (48443) 1990 HY5                                          | 29 avril 1990                                             |
| (58165) 1990 HQ5                                          | 29 avril 1990                                             |
| (73682) 1990 HU5                                          | 29 avril 1990                                             |